# Lista de partidos políticos nos Países Baixos
Esta é uma lista dos partidos políticos dos Países Baixos. 
Os Países Baixos tem um sistema pluripartidário, com vários partidos no qual nenhum partido frequentemente tem a oportunidade de vencer com maioria absoluta, sendo necessário a formação de governo de coligação.

## Partidos políticos com representantes eleitos
| Nome | Nome                                                                                  | Nome |                | Líder               | Ideologia | Espectro                   | Estados Gerais  | Estados Gerais     | Províncias         | Províncias | Municípios dos Países Baixos | Parlamento Europeu |
| Nome | Nome                                                                                  | Nome | Segunda Câmara | Líder               | Ideologia | Espectro                   | Primeira Câmara | Comissários do Rei | Provinciale Staten |            | Municípios dos Países Baixos | Parlamento Europeu |
| ---- | ------------------------------------------------------------------------------------- | ---- | -------------- | ------------------- | --- | -------------------------- | --------------- | ------------------ | ------------------ | ---------- | ---------------------------- | ------------------ |
|      | Partido Popular para a Liberdade e Democracia Volkspartij voor Vrijheid en Democratie | VVD  |                | Mark Rutte          | Liberalismo, Conservadorismo liberal, Liberalismo económico                                                                  | Centro-direita             | 33 / 150        | 12 / 75            | 2 / 12             | 80 / 570   | 1 117 / 7 886                | 4 / 29             |
|      | Partido para a Liberdade Partij voor Vrijheid                                         | PVV  |                | Geert Wilders       | Nacionalismo, Populismo, Conservadorismo, Eurocepticismo, Anti-Islão Anti-imigração                                          | Direita a Extrema-direita  | 20 / 150        | 5 / 75             | 0 / 12             | 41 / 570   | 75 / 7 886                   | 1 / 29             |
|      | Apelo Democrata-Cristão Christen-Democratisch Appèl                                   | CDA  |                | Rutger Ploum        | Democracia cristã, Centrismo, Humanismo, Ecologismo, Europeísmo                                                              | Centro a Centro-direita    | 19 / 150        | 9 / 75             | 5 / 12             | 73 / 570   | 1 277 / 7 886                | 4 / 29             |
|      | Democratas 66 Democraten 66                                                           | D66  |                | Rob Jetten          | Social liberalismo, Progressismo, Radicalismo, Europeísmo                                                                    | Centro                     | 19 / 150        | 7 / 75             | 1 / 12             | 40 / 570   | 594 / 7 886                  | 2 / 29             |
|      | Esquerda Verde GroenLinks                                                             | GL   |                | Jesse Klaver        | Ambientalismo, Ecologismo, Progressismo, Social liberalismo, Social democracia, Europeísmo                                   | Centro-esquerda a Esquerda | 14 / 150        | 8 / 75             | 0 / 12             | 60 / 570   | 354 / 7 886                  | 3 / 29             |
|      | Partido Socialista Socialistische Partij                                              | SP   |                | Lilian Marijnissen  | Socialismo democrático, Socialismo, Social democracia, Eurocepticismo                                                        | Esquerda                   | 14 / 150        | 4 / 75             | 0 / 12             | 35 / 570   | 345 / 7 886                  | 0 / 29             |
|      | Partido do Trabalho Partij van de Arbeid                                              | PvdA |                | Lodewijk Asscher    | Social-democracia, Progressismo, Terceira Via, Social liberalismo,Europeísmo                                                 | Centro-esquerda            | 9 / 150         | 6 / 75             | 3 / 12             | 53 / 570   | 549 / 7 886                  | 6 / 29             |
|      | União Cristã ChristenUnie                                                             |      |                | Gert-Jan Segers     | Democracia cristã, Socialismo cristão, Ecologismo, Conservadorismo social, Eurocepticismo                                    | Centro a Centro-direita    | 5 / 150         | 4 / 75             | 1 / 12             | 31 / 570   | 398 / 7 886                  | 1 / 29             |
|      | Partido pelos Animais Partij voor de Dieren                                           | PvdD |                | Marianne Thieme     | Direitos dos animais, Ambientalismo, Euroceticismo                                                                           | Esquerda                   | 4 / 150         | 3 / 75             | 0 / 12             | 20 / 570   | 35 / 7 886                   | 1 / 29             |
|      | 50PLUS                                                                                | 50+  |                | Henk Krol           | Direitos dos pensionistas, Populismo, Eurocepticismo                                                                         | Centro-esquerda a Centro   | 4 / 150         | 2 / 75             | 0 / 12             | 17 / 570   | 32 / 7 886                   | 1 / 29             |
|      | Partido Político Reformado Staatkundig Gereformeerde Partij                           | SPG  |                | Kees van der Staaij | Conservadorismo, Conservadorismo social, Teocracia, Eurocepticismo                                                           | Direita                    | 3 / 150         | 2 / 75             | 0 / 12             | 14 / 570   | 178 / 7 886                  | 1 / 29             |
|      | Volt Países Baixos Volt Nederland                                                     | Volt |                | Laurens Dassen      | Federalismo europeu, Progressismo, Liberalismo social                                                                        | Centro                     | 2 / 150         | 2 / 75             | 0 / 12             | 11 / 570   | 178 / 8 863                  | 0 / 29             |
|      | DENK                                                                                  | DENK |                | Tunahan Kuzu        | Multiculturalismo, Social-democracia                                                                                         | Centro-esquerda a Esquerda | 3 / 150         | 0 / 75             | 0 / 12             | 4 / 570    | 20 / 7 886                   | 0 / 29             |
|      | Fórum pela Democracia Forum voor Democratie                                           | FvD  |                | Thierry Baudet      | Democracia direta, Democracia virtual, Conservadorismo nacional, Populismo de direita, Negacionismo climático, Euroceticismo | Direita a Extrema-direita  | 2 / 150         | 11 / 75            | 0 / 12             | 86 / 570   | 3 / 7 886                    | 4 / 29             |
|      | Grupo Independente do Senado Onafhankelijke Senaatsfractie                            | OSF  |                | Gerben Gerbrandy    | Regionalismo, Princípio da subsidiariedade                                                                                   | Centro                     | 0 / 150         | 1 / 75             | 0 / 12             | 13 / 570   | 0 / 7 886                    | 0 / 29             |

## Partidos políticos sem representantes eleitos nos Estados Gerais, nos Provinciale Staten e no Parlamento Europeu
| Nome | Nome                                                       | Nome |                | Líder                | Ideologia                                                               | Espectro   | Estados Gerais  | Estados Gerais     | Províncias         | Províncias | Municípios dos Países Baixos | Parlamento Europeu |
| Nome | Nome                                                       | Nome | Segunda Câmara | Líder                | Ideologia                                                               | Espectro   | Primeira Câmara | Comissários do Rei | Provinciale Staten |            | Municípios dos Países Baixos | Parlamento Europeu |
| ---- | ---------------------------------------------------------- | ---- | -------------- | -------------------- | ----------------------------------------------------------------------- | ---------- | --------------- | ------------------ | ------------------ | ---------- | ---------------------------- | ------------------ |
|      | Partido Pirata dos Países Baixos Piratenpartij             | PPNL |                | Ancilla van de Leest | Políticas pirata, Democracia direta, Democracia virtual, Governo aberto | Sincrético | 0 / 150         | 0 / 75             | 0 / 12             | 0 / 570    | 0 / 7 886                    | 0 / 29             |
|      | Partido do livre-pensamento Vrijzinnige Partij             | VP   |                | Norbert Klein        | Liberalismo social, Liberalismo cultural                                | Sincrético | 0 / 150         | 0 / 75             | 0 / 12             | 0 / 570    | 0 / 7 886                    | 0 / 29             |
|      | Partido Libertário Libertarische Partij                    | LP   |                | Robert Valentine     | Libertarismo de direita, Liberalismo clássico, Euroceticismo            | Direita    | 0 / 150         | 0 / 75             | 0 / 12             | 0 / 570    | 0 / 7 886                    | 0 / 29             |
|      | GeenPeil                                                   | GP   |                | Jan Dijkgraaf        | Democracia direta, Democracia virtual, Populismo                        | Sincrético | 0 / 150         | 0 / 75             | 0 / 12             | 0 / 570    | 0 / 7 886                    | 0 / 29             |
|      | Partido para Pessoas e Espírito Partij voor Mens en Spirit | MenS |                | Tara-Joëlle Fonk     | Espiritualismo                                                          | Sincrético | 0 / 75          | 0 / 150            | 0 / 12             | 0 / 570    | 0 / 7 886                    | 0 / 26             |
|      | Novos Caminhos Nieuwe Wegen                                | NW   |                | Jacques Monasch      | Social-democracia, Conservadorismo social                               | Sincrético | 0 / 75          | 0 / 150            | 0 / 12             | 0 / 570    | 0 / 7 886                    | 0 / 26             |